# فرزندان (بازی تاج‌وتخت)
«فرزندان» (انگلیسی: The Children) قسمت دهم و آخر از فصل چهارمِ مجموعهٔ تلویزیونیِ خیال‌پردازانهٔ بازی تاج‌وتخت و قسمت ۴۰ از کلِ این سریال است.
فیلم‌نامه‌نویس‌های این قسمت دیوید بنیاف و دی. بی. وایس و کارگردان آن الکس گریوز است. این قسمت در ۱۵ ژوئن ۲۰۱۴ میلادی منتشر شد.

## تولید

### نگارش
این قسمت توسط  دیوید بنیاف و دی. بی. وایس، خالقان اصلی سریال نوشته شده است. این قسمت شامل محتوایی از دو رمان جرج آر. آر. مارتین است: «طوفانی از شمشیرها»، فصل‌های دهم جان، بخشی از فصل یازدهم جان، نهم جیمی، یازدهم تیریون و سیزدهم آریا؛ و همچنین از رمان «رقصی با اژدهایان»، فصل‌های اول و دوم دنریس، بخشی از فصل اول تیریون و دومین فصل برن.

## فیلم‌برداری
قسمت «فرزندان» توسط الکس گریوز کارگردانی شده است. پارک ملی دینگوتلیر در ایسلند به‌عنوان محل نبرد بین براین و سگ شکاری استفاده شد. به گفتهٔ گریوز، صحنهٔ نبرد با اسکلت‌ها ادای احترامی بود به سکانس معروف انیمیشن استاپ‌موشن ری هری‌هاوزن در فیلم جیسن و آرگونات‌ها.